# 반도네온
반도네온(스페인어: bandoneón, 영어: bandoneon)은 아르헨티나에서 유명한 일종의 아코디언이다. 특히 탱고음악에서 많이 쓰이는 악기이다. 반도네온이란 이름의 유래는 반도네온을 고안한 독일의 하인리히 반트(Heinrich Band)의 이름에서 왔다. 독일 선원이나 아르헨티나로 이주해가던 독일인들이 19세기 후반 전파하였다. 후에 아르헨티나에서는 반도네온을 널리 쓰게 되었다. 콘서티나와 같이 반도네온은 악기를 양 손에 쥐고 손가락으로 하나 이상의 단추를 누른 상태에서 악기를 누르고 폄으로써 연주한다.

## 현대 반도네온의 내부

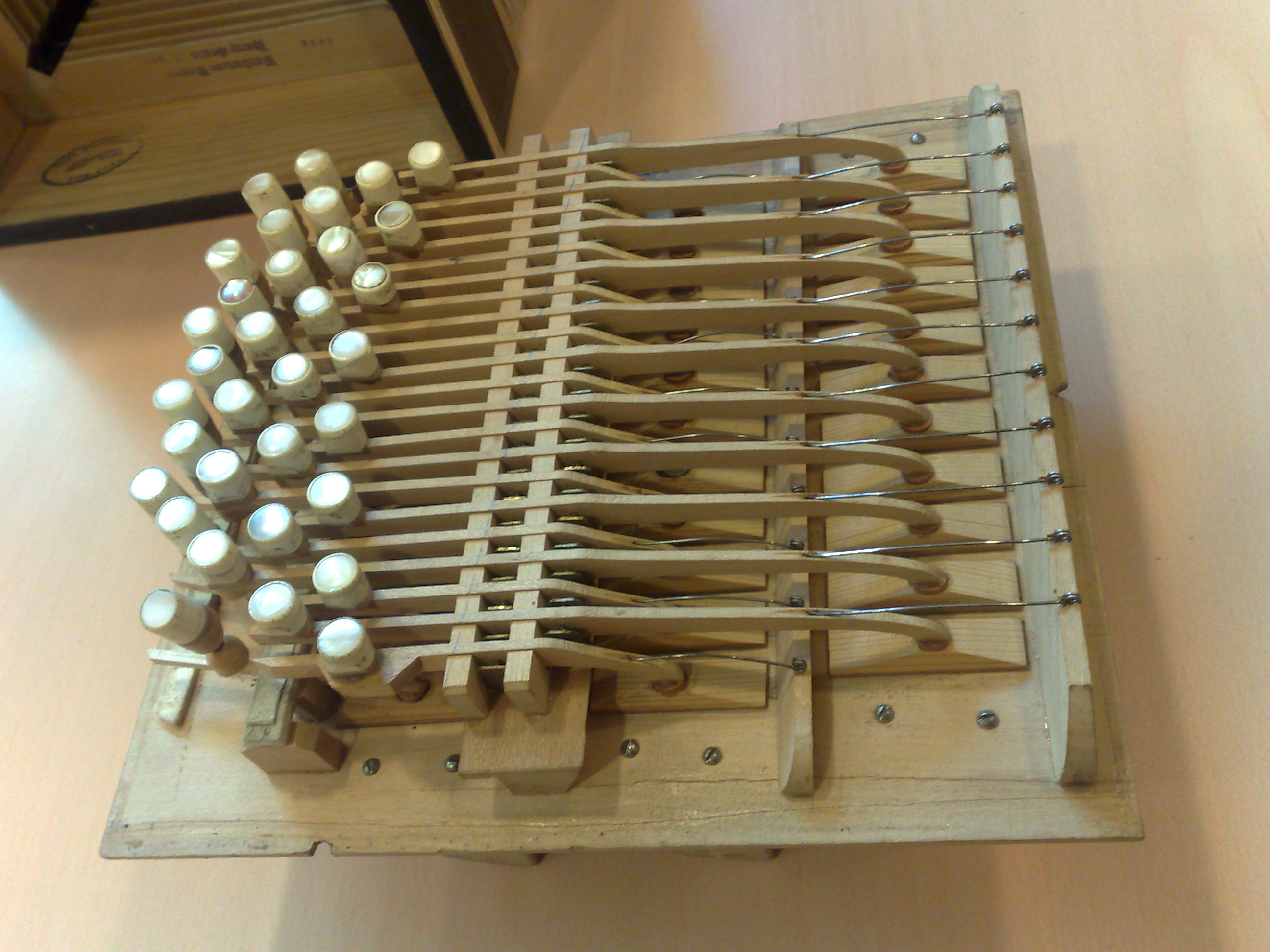
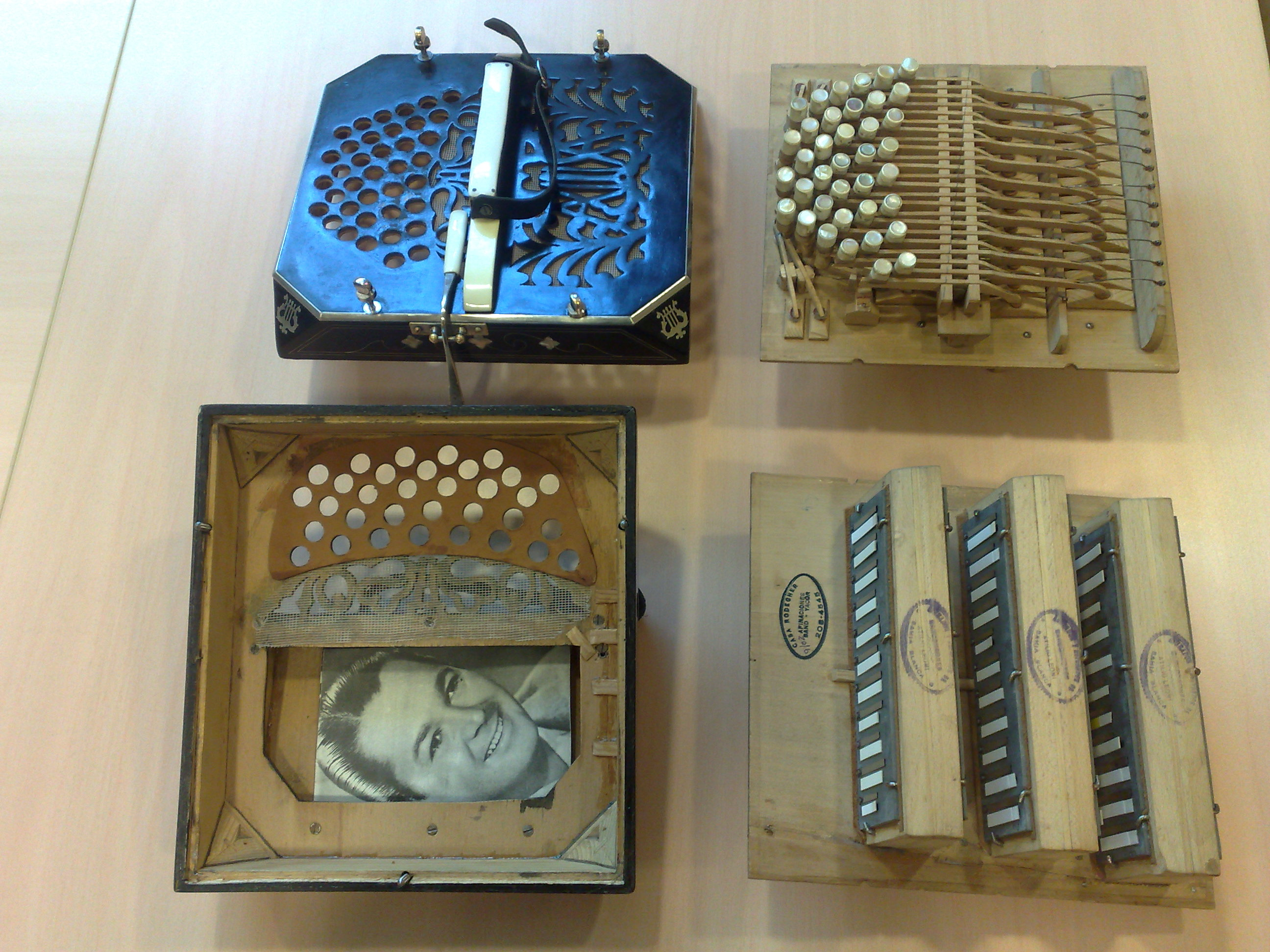
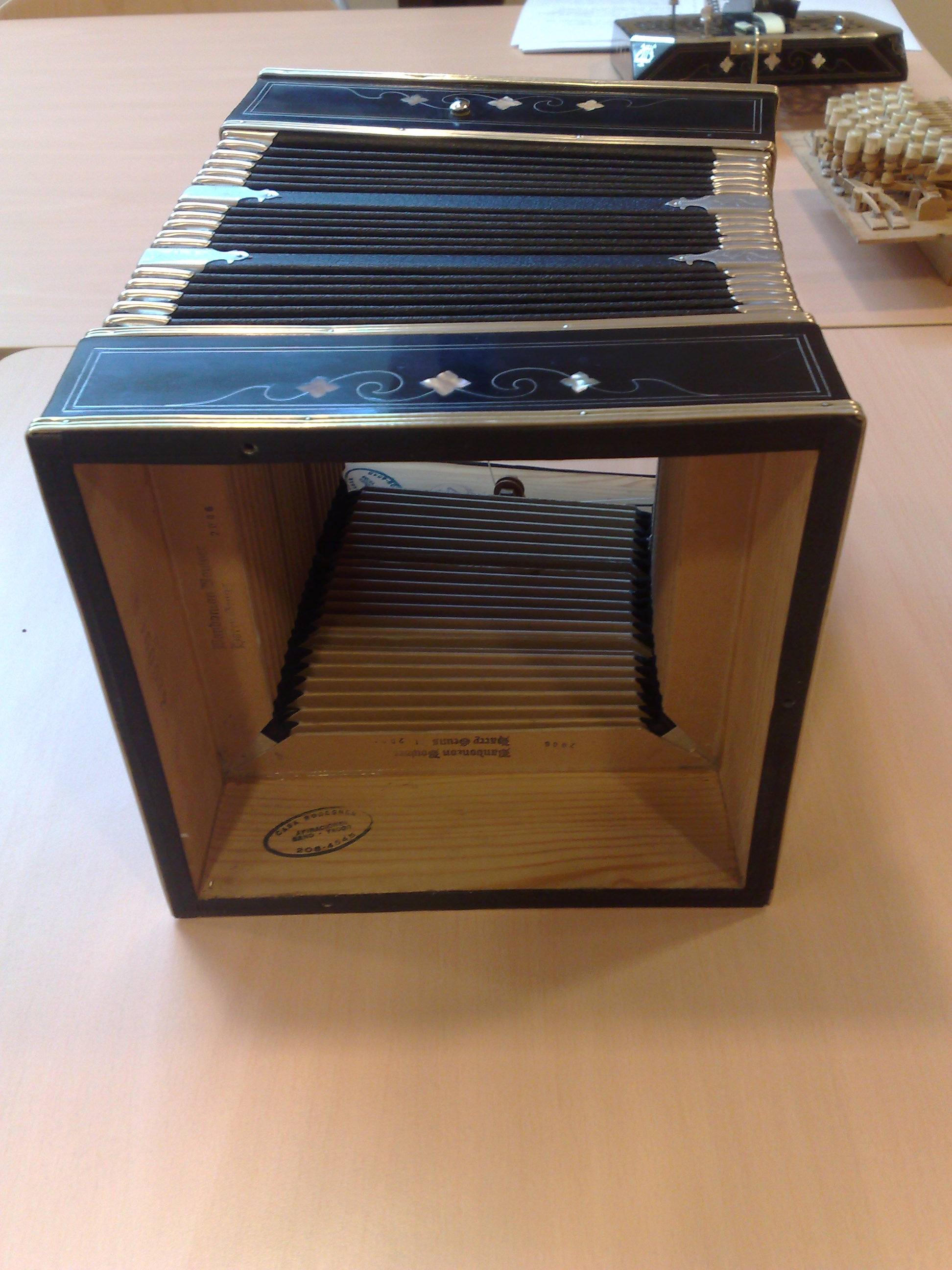
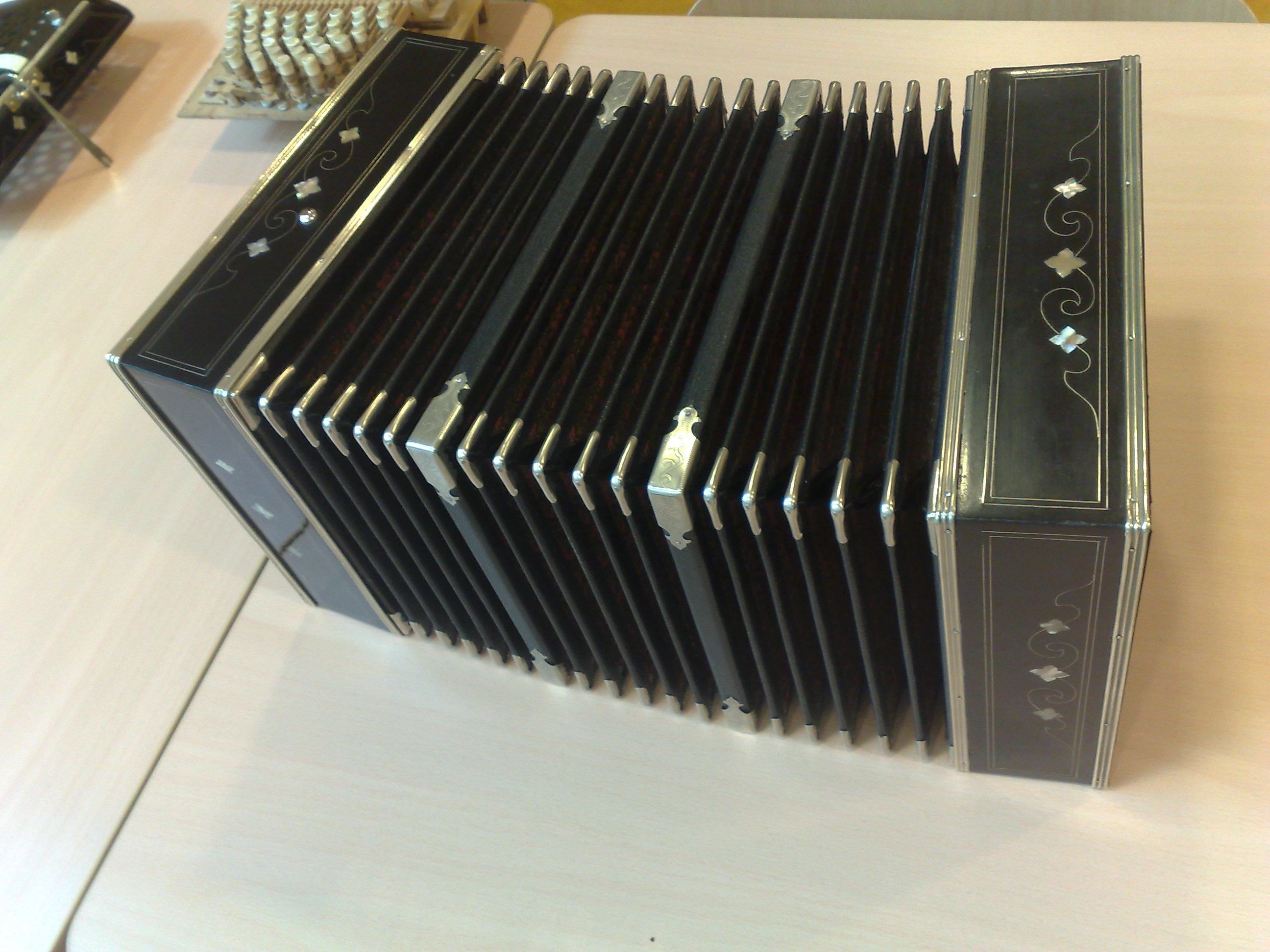
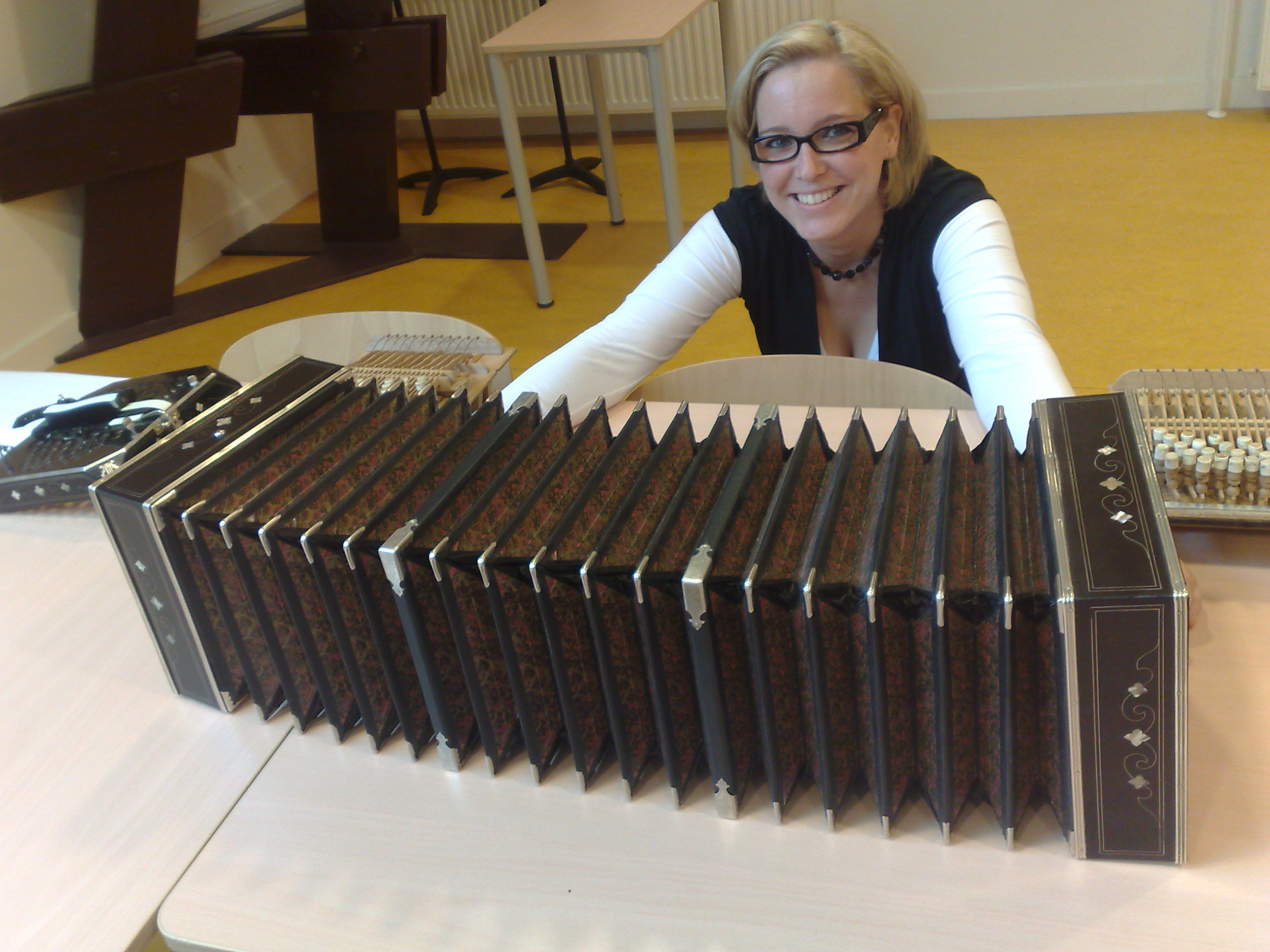

## 같이 보기
- 탱고